# Hyalessa maculaticollis
Hyalessa maculaticollis, también conocida como chicharra min-min (traducción de ミンミンゼミ, Minminzemi) en Japón por su sonido, es una especie de chicharra perteneciente a la familia de los cicádidos.

## Distribución
Hyalessa maculaticollis se encuentra en China, Japón, la península de Corea y las áreas marítimas de Rusia. En Corea, el este de China y en Rusia Oriental se consideraron Hyalessa fuscata (Distant, 1905), pero los datos taxonómicos recientes muestran que H. fuscata es sinónimo de H. maculaticollis.

## Descripción
El color de Hyalessa maculaticollis varía entre el verde y el negro dependiendo de la ubicación. Además, sólo los machos hacen un sonido de apareamiento, y este cambia también en función de la localización. 

Los japoneses tienen una llamada que suena como "min-minminminminmi... (japonés: ミーンミンミンミンミンミー...). Por otro lado, el sonido de los especímenes coreanos es similar a 'minminminminmi... (coreano: 맴맴맴맴맴...), y tienen una duración de nota más larga (min-....) se encuentra en la última mitad del sonido. El sonido de esta especie afectó a la palabra coreana '매미' (cigarra). El sonido de los especímenes chinos es similar al de los coreanos. 
- Hyalessa maculaticollis estridulando en Tokio, Japón.

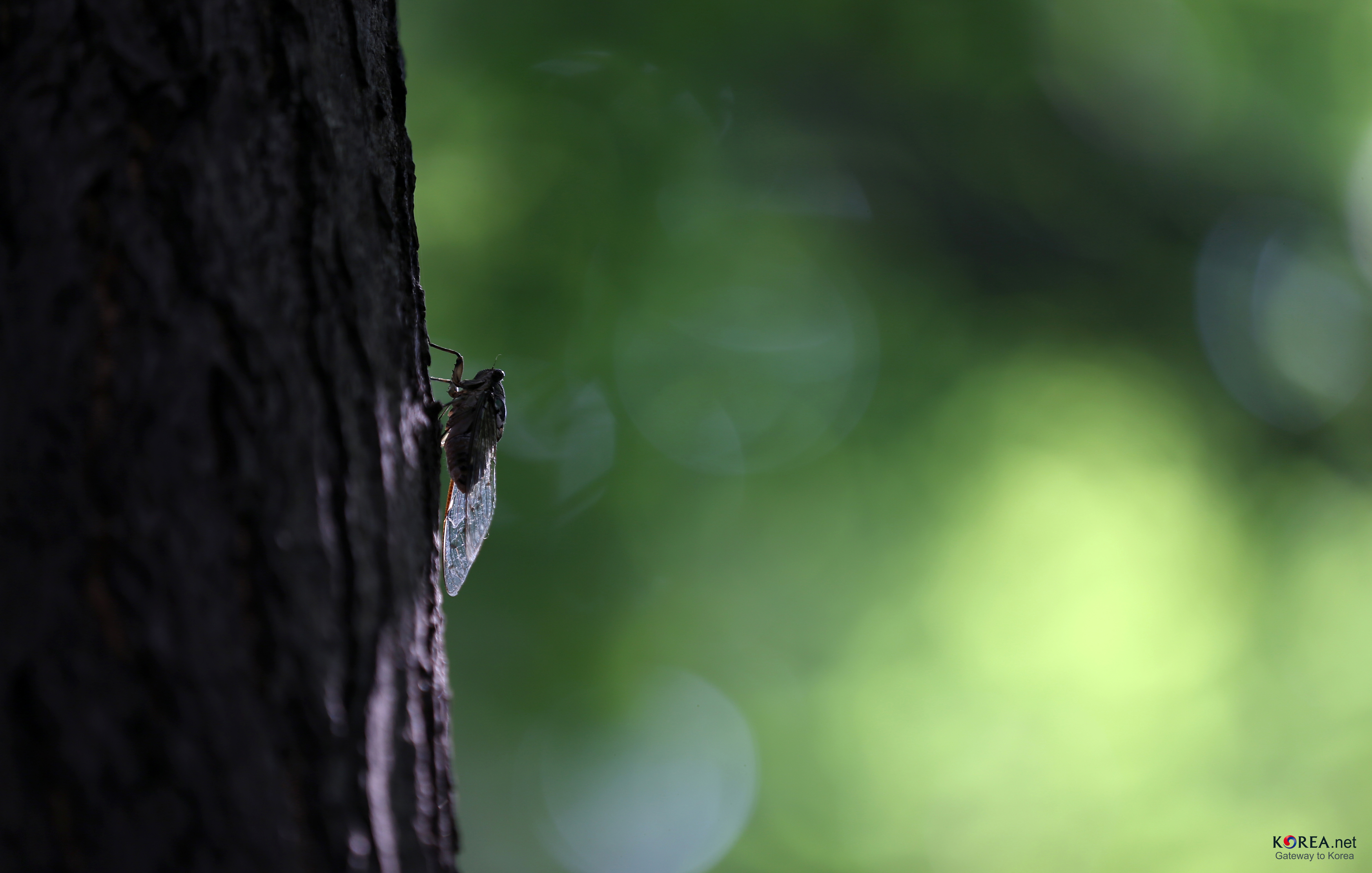
Un macho Hyalessa fuscata en Seúl, Corea del Sur.